# Meseta (2019)
Meseta es una película documental de 2019 del director español Juan Palacios sobre la España vaciada, en la que los propios vecinos de un pueblo de Zamora, son los protagonistas que cuentan sus vivencias.

## Sinopsis
El documental cuenta con los habitantes de un pueblo de Castilla y León que se muestran hablando en los escenarios cotidianos en los que viven. La fotografía y la palabra confluyen en un realismo poético en el que la vida rural es contada por sus protagonistas, una pareja de más de ochenta años (los abuelos del director Juan Palacios), una pareja de niñas, una pareja de cantantes ("Los dos españoles"), una pareja de pastores de ovejas, un pescador, todos hablan de lo que viven, han vivido o añoran.

## Trama
Meseta plantea el problema del territorio rural abandonado. Los escasos habitantes cuentan su vida cotidiana. El trabajo y actividades de estos habitantes se centra en la agricultura y la ganadería, todo a pequeña escala, viviendo en armonía con una naturaleza que por la noche puede avasallar. La paradoja agrícola de la alimentación en base a productos locales que se presenta en la ciudad con las alternativas de los huertos urbanos, aquí es una realidad anclada en el tiempo. Las tradiciones locales pasan de generación en generación hasta llegar a la única pareja de niñas del pueblo.
La fotografía del paisaje y del cielo sirve como escenario discursivo que hilvana la vida de cada uno de los personajes que nos cuenta su vida. La naturaleza inunda las actividades cotidianas. La fusión de los discursos hablados con el paisaje ofrece una herramienta de análisis de la vida rural castellana. Esta descripción realista del trabajo en el pueblo, con ese ritmo lento que permite disfrutar de la mirada al entorno, valorar la poética de la contemplación de la naturaleza. Frente a este ritmo poético, los planos del rebaño de ovejas corriendo aceleradas sin otra perspectiva y campo visual que las ovejas que corretean delante de ellas, grabado con un punto de vista a la altura de las ovejas, nos hace ponernos en su lugar e identificar la vida urbana en ese avance del rebaño de ovejas.
Meseta está rodado en el pueblo leonés de los abuelos de director y guionista Juan Palacios, que son una de las parejas, Paco y Elvira, que cuenta sus quehaceres en el documental.

## Reconocimientos
- 2019 Mención de Especial en el Festival Internacional de Cine documental de Copenhague (CPH:DOX).[7]
- 2019 Premios del Gran Jurado y del Jurado Joven en el Festival de Cine de Pesaro.[1]